# Nezara
Nezara is een geslacht van wantsen uit de familie schildwantsen (Pentatomidae). Het geslacht werd voor het eerst wetenschappelijk beschreven door Amyot & Serville in 1843.

## Soorten
Het genus bevat de volgende soorten:

- Nezara antennata Scott, 1874
- Nezara capicola (Westwood, 1837)
- Nezara frontalis (Westwood, 1837)
- Nezara griseipennis Ellenrieder, 1862
- Nezara icterica Horváth, 1889
- Nezara immaculata Freeman, 1940
- Nezara indica Azim & Shafee, 1979
- Nezara latitesta Theobald, 1937
- Nezara mendax Breddin, 1908
- Nezara naspirus (Dallas, 1851)
- Nezara niamensis (Distant, 1890)
- Nezara nigromaculata Distant, 1902
- Nezara nigropunctata (Fairmaire, 1858)
- Nezara orbiculata Distant, 1890
- Nezara paradoxus Cachan, 1952
- Nezara pulchricornis Breddin, 1903
- Nezara raropunctata Ellenrieder, 1862
- Nezara robusta Distant, 1898
- Nezara similis Freeman, 1940
- Nezara soror Schouteden, 1905
- Nezara subrotunda Breddin, 1908
- Nezara subtropicalis Piton, 1933
- Nezara viridula (Linnaeus, 1758)
- Nezara yunnana Zheng, 1982